# 공통감각

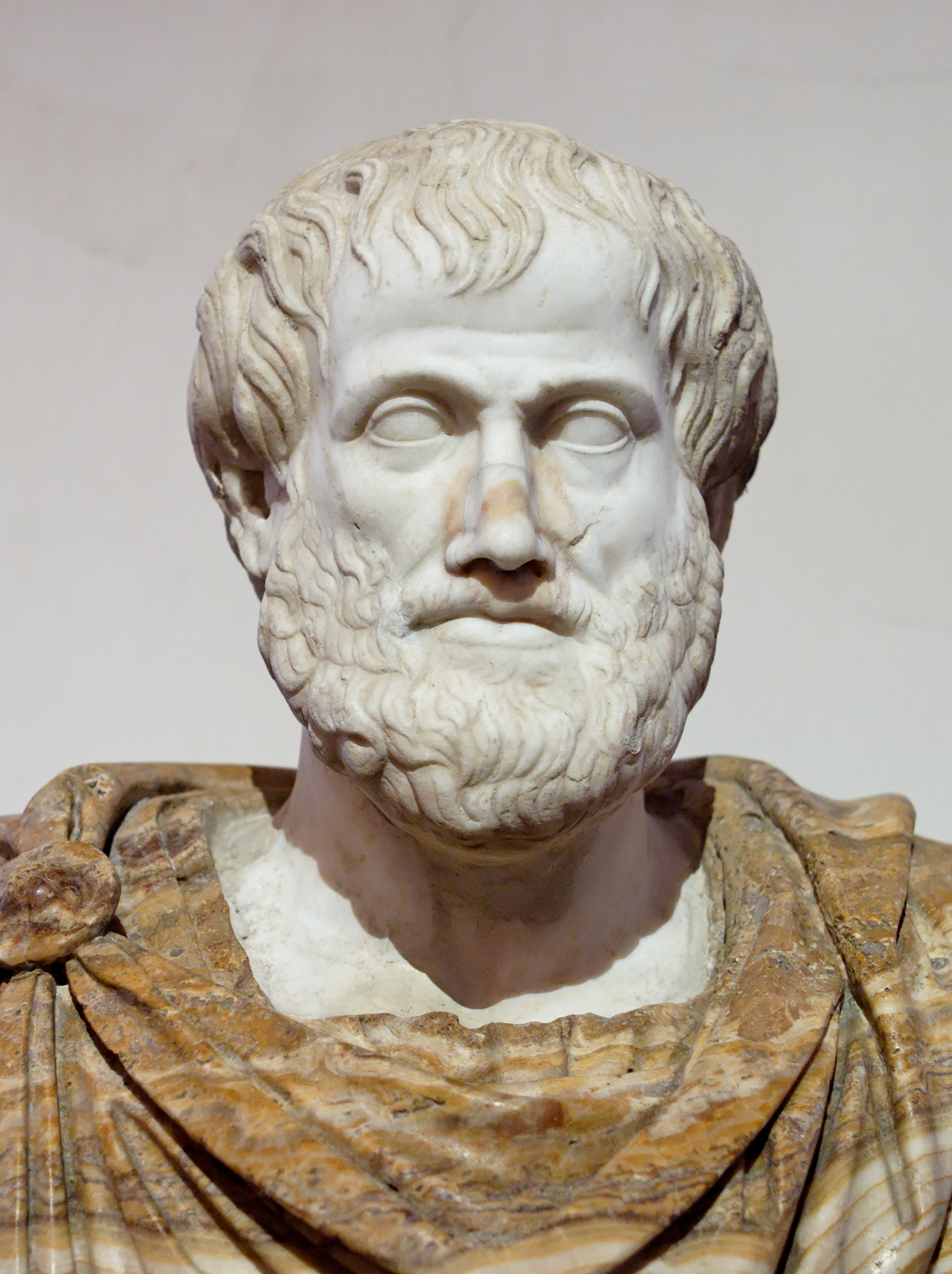

내적 감각, 사회적 감각, 연대성 감각, 공동 정신이라고도 불리는 공통감각(common sense)은 모든 감관에 공통되는 감각을 말한다.

## 어원
라틴어로 감각을 의미하는 'Sensus'와 공통적인이라는 뜻의 단어 'Communis'가 합쳐져 만들어졌다. 센수스 코무니스(Sensus Communis)라고 읽고 아리스텔레스로부터 유래했다.